# Черношапочная манорина
Черношапочная манорина (лат. Manorina melanocephala) — вид воробьиных птиц из семейства медососовых (Meliphagidae), встречается в восточной, юго-восточной Австралии и на Тасмании. Населяет засушливые и разреженные эвкалиптовые леса без подлеска, приморские дюны, склоны Большого Водораздельного хребта, редколесья с доминированием каллитриса и акации, и другие открытые ландшафты с преобладанием склерофитной растительности. Обычна вдоль дорог и на окраинах населённых пунктов.
Окрашена в основном в тёмные и светлые оттенки серого. Отличительные особенности птицы: чёрное пятно на голове в виде шапочки или маски, оранжево-желтые клюв и ноги, желтовато-оливковая полоса на крыле, белое поле по нижнему краю хвоста и яркие кожистые пятна позади глаз. У птиц, обитающих на Тасмании, цветная полоса на крыле окрашена в более насыщенные тона. Половой диморфизм отсутствует, молодые окрашены в более тёмные буровато-серые тона. Общественная и шумная птица, обладает богатым репертуаром издаваемых звуков. Жизнь проводит в стаях и колониях, которые имеют достаточно сложную социальную структуру. Основное звено этой структуры — одинокая самка и группа самцов, состоящих в родственной связи. Развито коммунальное гнездование, при котором не гнездящиеся самцы выполняют роль помощников в добывании корма для птенцов и чистки гнезда.
Питается в основном нектаром, сочными плодами и насекомыми, которых добывает на деревьях и на земле. Культивация растений с крупными душистыми цветками, такими как гревиллея и эвкалипт белодревесный, способствовали расширению ареала птицы после начала колонизации континента европейцами.

## Систематика
Черношапочная манорина была известна европейцам ещё до того, как ей занялись натуралисты — например, один из ранних колонистов Нового Южного Уэльса художник Томас Уатлинг (англ. Thomas Watling) в промежутке между 1792 и 1797 годами создал рисунок птицы, назвав её chattering bee-eater (дословно можно перевести как «чирикающий пчелоед»).
Англичанин Джон Лэтэм в 1801 году первым из учёных составил описание птицы в своей работе «Supplementum Indicis Ornithologici, sive Systematis Ornithologiae», причём сделал это четырежды под разными названиями: Merops garrulus, Gracula melanocephala, Merops cucullatus и Merops albifrons. Джон Гульд выбрал из перечисленных названий первое Merops garrulus, но отнёс птицу к другому роду: в его двухтомном издании «Handbook to the Birds of Australia» 1865 года манорина была обозначена как Myzantha garrula. Там же впервые был указан англоязычный синоним miner — так её называли колонисты с острова Тасмания.
Начиная с XX века, в литературе в основном используется биноминальное название Manorina melanocephala — комбинация описанного в 1818 году Луи Вьейо рода Manorina, и второго по порядку использования названия Лэтэма melanocephala. Несмотря на то, что оно противоречит положениям Кодекса зоологической номенклатуры, решение Комиссии по зоологической номенклатуре в 2009 году признала его статус действительным, добавив эпитет nom. cons. Использования названия M. garrula было формально запрещено. Слово melanocephala является комбинацией древнегреческих слов: μέλασ («чёрный») и κεφαλή («голова») — автор указывал на чёрное пятно на голове.
Черношапочная манорина относится к роду Manorina в составе семейства медососовых, в котором помимо неё включены ещё три вида: желтогорлая, черноухая манорины, и манорина-колокольчик. Одной из характерных особенностей всех четырёх видов является пятно оголённой жёлтой кожи позади глаза. Известны случаи гибридизации между черношапочной и желтогорлой маноринами. Молекулярный анализ показывает, что ближайшими родственными группами медососовых являются радужные птицы, шипоклювковые и малюровые; все четыре семейства объединены в надсемейство Meliphagoidea.
До конца XX века большинство систематиков рассматривала два подвида манорины, один из которых — M. m. melanocephala — обитал на континенте, а другой — M. m. leachi — на острове Тасмания. В 1999 году австралийский ботаник и орнитолог Ричард Шодд разделил номинативный подвид на три: M. m. titaniota, M. m. lepidota и M. m. melanocephala, основываясь на незначительных различиях в окраске оперения. На стыках ареалов подвидов имеются популяции с промежуточными характеристиками того или иного таксона, их таксономическое положение не определено.

## Описание

### Внешний вид
Это достаточно крупный представитель семейства медососовых: длина 24—28 см, размах крыльев 36—45 см, масса 70—80 г. Оперение окрашено в различные оттенки серого: стального на спине и крыльях, и грязно-белого на брюхе. На затылке, задней части шеи и груди развит пёстрый волнистый рисунок, образованный более тёмными краями опахал перьев. На сложенном крыле выделяется узкая продольная полоса желтовато-оливкового цвета.
Окраска головы несколько выделяется на общем сером фоне: на темени, кроющих ушей и щеках развито одно сплошное тёмное пятно — «шапочка» в форме широкой полосы от одного бока к другому. Характерный вид птицы дополняют неоперённые жёлтые пятна позади глаз и оранжево-жёлтый клюв. Ноги, как и клюв, оранжево-жёлтые. Самцы и самки окрашены сходно. Молодых птиц можно определить по более рыхлому оперению, буроватому оттенку тёмных перьев на голове и более бледным серовато-жёлтым голым пятнам за глазами.
Черношапочная манорина сходна по окраске с двумя другими маноринами: желтогорлой и черноухой, при этом выделяется среди них чёрным пятном на голове на фоне светлого лба. У двух других видов верх головы окрашен в однотонный серый цвет.

### Голос
Очень общительная птица, благодаря чему в английском языке получила название noisy miner — в дословном переводе «шумный минёр» или «шумный шахтёр»; в ранних описаниях приводятся жалобы охотников на то, что манорина своим криком пугает дичь. Издаваемые птицей звуки весьма разнообразны, при этом большинство из них очень громкие и пронзительные. Известны три вариации сигнала опасности, два из которых используются широко при приближении наземного животного, в том числе человека. Они представляют собой серию низких хриплых криков, произносимых размеренно либо быстро в зависимости от того, стремится ли птица без лишнего шума предупредить соседей об опасности либо привлечь на себя внимание пришельца. Третий сигнал, состоящий из быстрых и высоких свистов, более узконаправленный, используется при обнаружении пернатого хищника — например, бурого сокола, вороны-свистуна или пестрохвостой вороны-флейтиста. Каждая особь имеет индивидуальные вокальные особенности, которые различают другие члены сообщества. Специалисты полагают, что распознавание голоса отдельных птиц играет ключевую роль в сложной социальной структуре этого вида.
Обычная позывка «чип» раздаётся во время поиска корма, при этом птицы используют низкие частоты, которые тем не менее слышны на большом расстоянии. В территориальных конфликтах этот крик может повторяться многократно на одной ноте и с коротким интервалом. Аналогичный звук издают птенцы при приближении самки к гнезду. Брачная песня самца — мелодичная неторопливая трель, издаваемая на лету; ответный голос самки — такой же неторопливый свист. Специалисты подметили, что громкость сигналов опасности манорины коррелируется с окружающим фоном: на шумных городских улицах и вдоль трасс птица кричит заметно громче, чем в условиях дикой природы.

## Распространение

### Ареал
Черношапочная манорина распространена на востоке и юго-востоке Австралии, а также на востоке Тасмании. Северная периферия ареала находится на севере Квинсленда, юго-западная — на крайнем юго-востоке штата Южная Австралия. Наибольшая плотность поселений в Новом Южной Уэльсе, где в полосе побережья птица многочисленна и местами обычна. В Аделаиде вид был впервые задокументирован в 1890-е годы, и с тех пор область обитания в этой южной части континента лишь увеличивалась. Агрессивное территориальное поведение манорины негативно отразилось на биологическом разнообразии — в районах её колонизации другие, более мелкие птицы, заметно сократили свою численность. На всем протяжении ареала черношапочная манорина ведёт оседлый образ жизни.

### Места обитания
Населяет разреженные эвкалиптовые леса без подлеска и другие открытые ландшафты с преобладанием склерофитной растительности, в том числе приморские дюны, обнажения гранитных пород, посадки коримбии пятнистой (Corymbia maculata) на склонах Большого Водораздельного хребта, леса с доминированием каллитриса и акации. Также встречается на окраинах заболоченных лесов с преобладанием эвкалипта камальдульского и экзотических для Австралии ясеня обыкновенного и ивы. Птица охотно заселяет новые, зачищенные от кустарников и валежника участки леса, вырубки, гари, обочины дорог, островки буша в населённых пунктах, сады и парки с древесной, но не кустарниковой растительностью.
Хозяйственная деятельность человека благотворно сказалась на распространении и плотности поселений вида. Наибольший эффект оказало облагораживание и фрагментация лесных ландшафтов, которое увеличило приемлемые для них места обитания. Существенную роль также могла сыграть культивация растений с крупными душистыми цветками, такими как гревиллея и эвкалипт белодревесный. В ряде областей манорина стала вытеснять другие насекомоядные виды: например, на западных пологих склонах Большого Водораздельного хребта существенно сократилась численность веерохвосток, свистунов и белогрудой миагры (Myiagra inquieta).

## Образ жизни

### Социальная организация
Черношапочная манорина — общественная птица, круглый год проводит время в стае и размножается в колонии, состоящей от нескольких единиц до нескольких сотен птиц; крайне редко её можно встретить поодиночке. Стая имеет определённую организационную структуру, в которой каждый индивидуум определённым образом взаимодействует с остальными. Каждый самец кормится на своём участке, который частично пересекается с участками других самцов. Группа соседствующих друг с другом самцов (их количество обычно варьирует от 10 до 25) образует прочную ассоциацию — так называемый «малый круг», или «ячейку» (англ. coterie), которая является наиболее прочным звеном внутри стаи.
Помимо малого круга, птицы часто образуют временные ассоциации — «коалиции» (англ. coalition), объединённые общей деятельностью. Обычно количество особей в них не превышает пяти—семи единиц, но при выдавливании потенциального хищника может возрасти до сорока. В отличие от ячейки коалиции непостоянны по составу и быстро распадаются при изменении внешних условий. Самки используют суммарный кормовой участок группы самцов, но никогда не пересекаются с участками других самок. Соответственно, в коалиции очень редко можно встретить более, чем одну самку. Такая патриархальная структура приводит к тому, что молодые самки быстро изгоняются из родной ячейки и вынуждены место в новом «семействе». Самцы покидают ячейку только тогда, когда количество птиц в ней достигает критического уровня.
Уход за потомством осуществляют все самцы группы — по очереди приносят корм в гнездо и очищают его от помёта. Лётных птенцов могут подкармливать даже самцы из соседних сообществ. Ночью от двух до шести птиц спят на одной ветке, соприкасаясь друг с другом, при этом каждый раз на новом месте.

### Питание
Питается нектаром, сочными плодами, насекомыми и пауками, изредка ловит мелких пресмыкающихся и земноводных. Корм добывает как на поверхности земли, так и в кронах деревьев — как правило, родственными группами («ячейками», см. раздел «Социальная организация»). Во время цветения банксии или другого крупного дерева на нём одновременно могут концентрироваться до нескольких сотен птиц. Нектар собирают с цветков, подвешиваясь к ним вверх ногами либо цепляясь за соседние тонкие веточки. Плоды собирают висящими на деревьях или падонки. Насекомых также склёвывают либо с кроны деревьев, либо в опавшей листве. Известны случаи, когда в поисках беспозвоночных птицы исследовали подсохший помёт эму и навозные кучи гигантского кенгуру.
Наблюдения в пригородных садах показывают, что манорина отдаёт предпочтение посадкам различных видов банксии, гревиллеи, эвкалипта и каллистемона. В случае эвкалипта она питается не только цветочным соком, но также жидкой и воскообразной медвяной падью — выделениями живущих на дереве насекомых.
В многотомнике «Handbook of Australian, New Zealand and Antarctic Birds» приводится детальный анализ рациона черношапочной манорины. Согласно этой работе, птица собирает нектар со следующих растений: Jacaranda mimosifolia, Erythrina variegata, Lagunaria patersonia, Callistemon salignus, Callistemon viminalis, эвкалипты Argyle apple, E. cladocalyx, E. leucoxylon, E. paniculata и E. punctata, Banksia ericifolia, B. integrifolia, B. serrata, Grevillea aspleniifolia, G. banksii, G. hookeriana, G. juniperina и G. rosmarinifolia. Из насекомых существенный объём кормов составляют листоеды, божьи коровки, щитники, муравьи и гусеницы.

### Размножение

#### Брачное поведение
Размножается круглогодично с пиком активности с июля по ноябрь. Во время брачных игр самец крутится возле от самки, преследует её, пытаясь привлечь внимание к себе. Время от времени он принимает вертикальную или горизонтальную стойку, широко раскрывает крылья, распушает хвост веером и в таком положении несколько секунд стоит без движения. В ответ самка может опустить голову и затрепетать крыльями.
Одно время полагали, что в брачных отношениях манорины господствует промискуитет: по мнению специалистов, за частыми спариваниями самки скрывалась стимуляция самцов на ухаживание за потомством. Наблюдения показали, что за короткий промежуток времени самка многократно спаривается не с разными, а с одним и тем же самцом, причём партнёры сохраняют супружескую верность несколько лет подряд. Выводы подтвердили генетические исследования: в 96,5 % случаев отцом птенцов одного помёта оказывалась единственная птица.

#### Гнездо
Гнездо чашевидное, глубокое, чаще всего расположено недалеко от края горизонтальной ветви лиственного или колючего древесного растения. Основным критерием выбора места для гнезда служит его устойчивость и надёжность, порода дерева большого значения не имеет. Самка строит гнездо самостоятельно, используя сучья и стебельки трав, которые потом закрепляет с помощью паутины и кусочков шерсти. Изнутри гнездо выложено шерстью, перьями, коконами бабочек, цветками и прочим мягким растительным мусором, а иногда и предметами антропогенного характера: обрывками ниток, тканей, бумажных салфеток. На строительство гнезда обычно уходит пять или шесть дней. Размеры готовой постройки: диаметр 15—17,8 см, высота 9—11,4 см, глубина лотка около 5,5 см.

#### Яйца и птенцы
В кладке от двух до четырёх яиц; из форма, размеры и окраска весьма разнообразны. Фон скорлупы может быть сливочно-белым, розоватым или желтоватым, поверхностные пятна и крапины — красновато-коричневыми, красновато-сиреневыми, каштановыми, иногда фиолетовыми и даже серыми. На гнезде сидит одна самка, период инкубации занимает около 16 дней. Птенцы гнездового типа, появляются на свет асинхронно в течение нескольких суток. Они начинают покидать гнездо ещё до того, как приобретают способность машущего полёта — на первых порах они лишь планируют вниз, после чего по стволу карабкаются обратно наверх и ночуют в гнезде. Активно начинают летать в возрасте около 16 дней, самостоятельно добывать себе корм ещё спустя 26—30 дней. Наконец, ещё около 35 дней птенцов время от время подкармливают взрослые самцы стаи. Плохо летающих молодых птиц на земле или в кустах нередко подбирают люди, принимая их за выпавших из гнезда или брошенных птенцов. На самом деле, это типичный для манорины период жизни, во время которого взрослые не перестают о них заботиться.

#### Коммунальное гнездование
Коммунальный уход за потомством у черношапочной манорины один из наиболее продвинутых среди птиц — за одним выводком одновременно могут присматривать до 20 самцов и одной самки. Одни из них заботятся о птенцах только одного гнезда, другие приносят корм одновременно в пять или шесть гнёзд. Наблюдения и генетические исследования показывают, что все «самцы-помощники» являются либо потомками гнездящейся пары, либо родными братьями альфа-самца. Самцы приносят в гнездо корм поодиночке, и если на нём уже находится другая птица, терпеливо дожидаются своей очереди. Самка также подкармливает птенцов, но сама не принимает корм и, как правило, слетает с гнезда тогда, когда к нему подлетает самец. Частота кормления самцами лишь возрастает после того, как птенцы покидают гнездо. Одновременно самка после вылета птенцов теряет к ним интерес.